# زرع فيروسي
الزرع الفيروسي (بالإنجليزية: Viral culture)‏ هو فحص مختبري حيث توضع العينة في خلية من النوع الذي يمكن للفيروس الذي يجرى الفحص للكشف عنه بإمكانه أن يحدث العدوى. إذا ظهرت تغيرات على الخلية، فإن النتيجة إيجابية، وتسمى هذه الحالة بتأثير الاعتلال الخلوي.
من أنواع الفيروسات التي يكشف عنها بواسطة الزرع الفيروسي: الفيروسات الغدانية وفيروس مضخم للخلايا والفيروس المعوي وفيروس الحلأ البسيط وفيروس الإنفلونزا وفيروس نظير الإنفلونزا والفيروس الأنفي وفيروس الجهاز التنفسي المخلوي والفيروس النطاقي الحماقي وفيروس الحصبة وفيروس النكاف.
عادة ما يعرف الفيروس بواسطة التألق المناعي، باستثناء فيروس مضخم للخلايا والفيروس الأنفي اللذان يمكن التعرف عليهما من الزرع الفيروسي بواسطة تأثير الاعتلال الخلوي.